# فیلتر اتو-وافلی

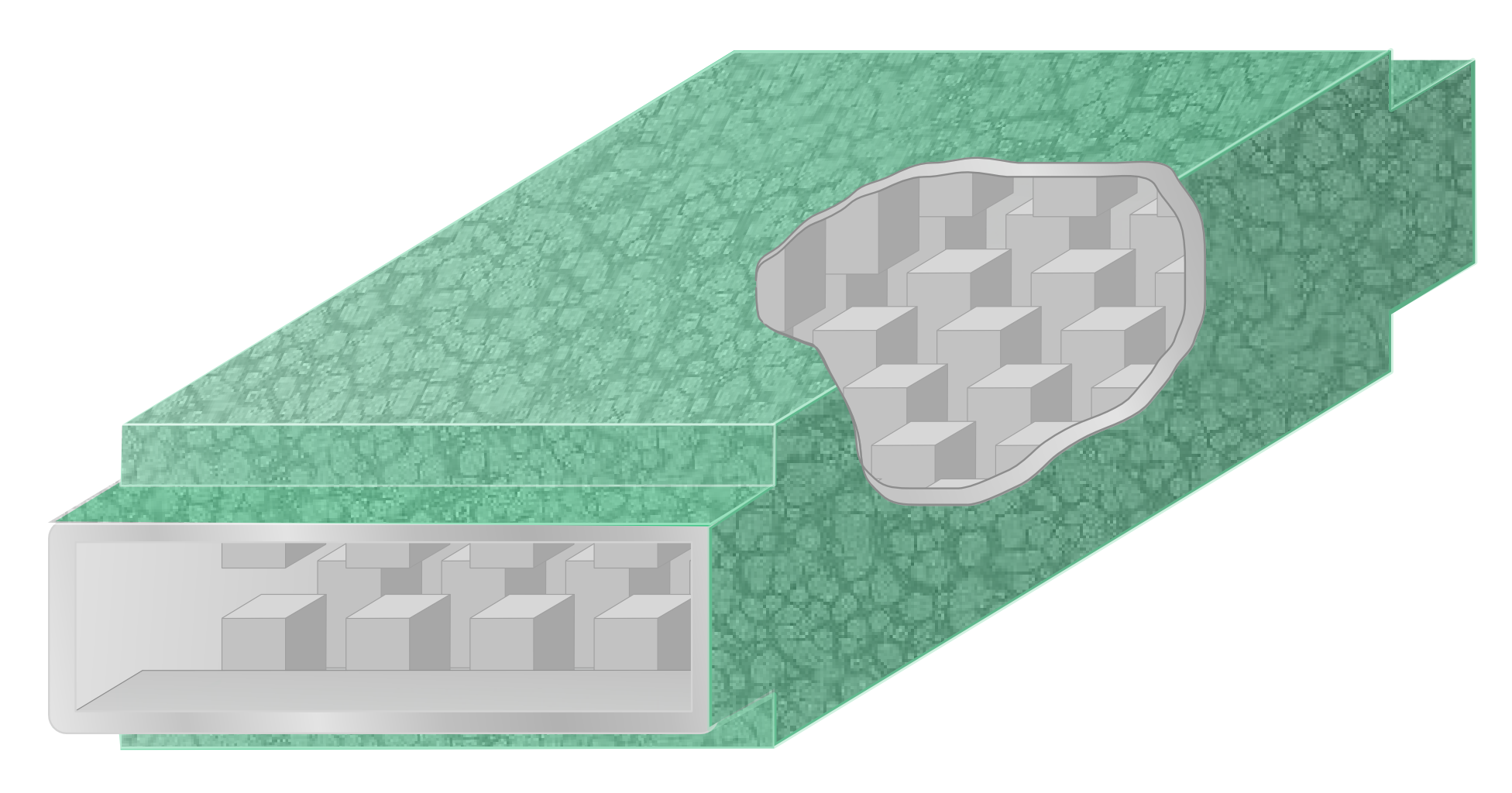
برش تصویری از طراحی معمولی فیلتر اتو-وافلی

فیلتر اتو-وافِلی (به انگلیسی: Waffle-iron filter) نوعی فیلتر موجبر است که در فرکانس‌های ریزموج برای فیلترکردن سیگنال استفاده می‌شود. این یکی از انواع فیلتر موجبر-چین‌داراست اما با شکاف‌های طولی برش‌خوردهٔ کرکره‌ای منجر به ساختار داخلی می‌شود که ظاهری مانند اتو-وافل دارد.
فیلترهای اتو-وافلی مخصوصاً در مواردی مناسب هستند که هم به یک باندگذر پهن و هم یک باندنگذر پهن عاری از مُدهای انتقال کاذب نیاز باشد. آنها همچنین دارای توان-هدایت‌پذیری بالایی هستند. کاربردها شامل سرکوب خروجی هارمونیک فرستنده‌ها و طراحی دیپلکسرهای باندپهن است. آنها همچنین در فرآیندهای تولید ریزموج صنعتی برای جلوگیری از فرار تابش ریزموج از محفظه ریزموج استفاده می‌شوند. فیلترهایی با طراحی مشابه اکنون در فوتونیک ظاهر می‌شوند، اما به دلیل فرکانس بالاتر، در مقیاس بسیار کوچکتر. این اندازه کوچک به آنها اجازه می‌دهد تا در مدارهای مجتمع گنجانده شوند.
فنون طراحی فیلترهای اتو-وافلی شامل روش‌های پارامتر-تصویر، روش‌های سنتز شبکه و روش‌های تحلیل عددی است. سنتز شبکه روشی پیشرفته‌تر از فنون‌های پارامتر-تصویر است، اما روش دوم هنوز هم می‌تواند در مواردی که طراحی الگوی-تکراری ساده مورد نظر است مورد استفاده قرار گیرد. برای تحلیل هر یک از طرح‌ها می‌توان از روش‌های عددی استفاده کرد.
فیلتر اتو-وافلی توسط سیمور بی کوهن در موسسه تحقیقاتی استنفورد در سال ۱۹۵۷ اختراع. اساس این فیلتر، فیلتر مجبر-چین‌دار است. این شامل یک سری برجستگی یا شکنجِش (به انگلیسی: corrugation) در عرض فیلتر است. در داخل موجبر در هر دو سطح بالا و پایین شکنجِش‌هایی وجود دارد. برجستگی‌های برآیشی (به انگلیسی: rising) و فرودشی (به انگلیسی: descending) با یکدیگر همسو هستند اما در این میان به‌هم نمی‌رسند. یک شکاف در این بین وجود دارد در فیلتر اتو-وافلی، علاوه بر این، شیارهایی از برآمدگی‌های در طول موجبر را برش می‌دهند. این امر ماتریسی از جزایر مربعی یا دندانه‌ها را در سطوح بالا و پایین باقی می‌گذارد.
فیلترهای اتو-وافلی در اصل فیلترهای پایین‌گذر هستند اما مانند همه افزاره‌های موجبری چیزی کمتر از فرکانس قطع موجبر منتقل نمی‌کنند. از فیلترهای اتو-وافلی در مواردی استفاده می‌شود که هم به یک باندگذر پهن با اتلاف جایگذاری کم و هم به یک باندنگذر پهن (گاهی بسیار پهن) نیاز است. آنها به ویژه درجایی که سرکوبش (به انگلیسی: suppression) مُدهای کاذب مورد نیاز است خوب هستند.
فیلترهای اتو-وافلی با یک باندنگذر پهن 10 GHz و تضعیف 60 dB ساخته شده‌اند. حتی باندنگذرهای پهن‌تر با مشخصات تضعیف آرام امکان‌پذیر است.

## کتابشناسی - فهرست کتب
- Arndt, F. ; Beyer, R. ; Hauth, W. ; Schmitt, D. ; Zeh, H. , "Cascaded wide stop band waffle-iron filter designed with a MM/FE CAD method", 29th European Microwave Conference, 1999, pp. 186–189.
- Avetisyan, Yu.H. ; Manukyan, A.H. ; Hakobyan, H.S. ; Poghosyan, T.N. , "Two-Dimensional confined Terahertz wave propagation in gap plasmon waveguide formed by two cylindrical surfaces", Modern Optics and Photonics: Atoms and Structured Media, pp. 325–338, World Scientific, 2010 شابک ‎۹۸۱-۴۳۱۳-۲۶-۲.
- Bingham, Adam L. , Propagation Through Terahertz Waveguides with Photonic Crystal Boundaries, ProQuest, 2007 شابک ‎۰-۵۴۹-۵۱۳۲۹-۹.
- Cohn, Seymour B. , "Analysis of a wide-band waveguide filter", Proceedings of the IRE, vol.37, iss.6, pp. 651–656, June 1949.
- Gerke, Daryl; Kimmel, Bill, EDN Designers Guide to Electromagnetic Compatibility, Newnes, 2002 شابک ‎۰−۷۵۰۶−۷۶۵۴-X.
- Gurzadyan, Gagik G. ; Kryuchkyan, Gagik Yu; Papoyan, Aram V. , Modern Optics and Photonics: Atoms and Structured Media, World Scientific, 2010 شابک ‎۹۸۱-۴۳۱۳-۲۶-۲.
- Levy, Ralph, "Tapered corrugated waveguide low-pass filters", IEEE Transactions on Microwave Theory and Techniques, vol.21, iss.8, pp. 526–532, August 1973.
- Manuilov, Mikhail B. ; Kobrin, Konstantin V. , "Low-loss waffle-iron filters for multiband feeders of reflector antennas", Proceedings of International Symposium on Antennas and Propagation (ISAP2005), pp. 93–96, Seoul: Korea Electromagnetic Engineering Society, 2005 شابک ‎۸۹-۸۶۵۲۲-۷۷-۲.
- Manuilov, M. B. ; Kobrin, K. V. ; Sinyavsky, G. P. ; Labunko, O. S. , "Full wave hybrid technique for CAD of passive waveguide components with complex cross section", PIERS Online, vol.5, no.6, pp. 526–530, 2009.
- Marcuvitz, Nathan, Waveguide Handbook, New York: McGraw Hill, 1951 اُسی‌ال‌سی ۶۸۰۴۸۵.
- Matthaei, George L. ; Young, Leo; Jones, E. M. T. , Microwave Filters, Impedance-Matching Networks, and Coupling Structures McGraw-Hill 1964 اُسی‌ال‌سی ۲۹۹۵۷۵۲۷۱
- Mehdizadeh, Mehrdad, Microwave/RF Applicators and Probes for Material Heating, Sensing, and Plasma Generation, Oxford: William Andrew, 2009 شابک ‎۰-۸۱۵۵-۱۵۹۲-۸.
- Mendenhall, Geoffrey N. , "FM and digital radio broadcast transmitters", Engineering Handbook, pp. 777–823, Burlington MA: Focal Press, 2007 شابک ‎۰-۲۴۰-۸۰۷۵۱-۰.
- Metaxas, A. C. ; Meredith, Roger J. , Industrial Microwave Heating, Stevenage: Peter Peregrinus, 1993 شابک ‎۰-۹۰۶۰۴۸-۸۹-۳.
- Sharp, E.D. , "A high-power wide-band waffle-iron filter", IEEE Transactions on Microwave Theory and Techniques, vol.11, iss.2, pp. 111–116, March 1963.
- Van Rienen, Ursula, Numerical Methods in Computational Electrodynamics Springer, 2001 شابک ‎۳-۵۴۰-۶۷۶۲۹-۵.
- Young, Leo, "Microwave filters", IEEE Transactions on Circuit Theory, vol.11, iss.1, pp. 10–12, March 1964.